# BMW R 1100 RT
Die BMW R 1100 RT ist ein vollverkleidetes Motorrad des Fahrzeugherstellers BMW mit einem Zweizylinder-Boxermotor. Der Reise-Tourer hat mehrere bauähnliche Schwestermodelle wie den Sporttourer R 1100 RS und das Naked Bike R 1100 R mit nahezu identischem Motor, jedoch anderer Verkleidung und Fahrwerks-Auslegung. Das Motorrad wurde im September 1995 auf der IAA vorgestellt. Von 1995 bis Juli 2001 wurden 53.092 Einheiten im BMW-Werk Berlin in Spandau hergestellt.

## Allgemeines
Die R 1100 RT löste mit dem Modelljahr 1996 die R 100 RT ab. Neben umfangreichen Veränderungen der Vollverkleidung wurden die Motorleistung deutlich von 44 auf 66 kW (90 PS) erhöht und der Hubraum von 971 cm³ auf 1085 cm³ vergrößert. Die zwei Zylinder haben eine Bohrung von ⌀ 99 mm Durchmesser, die Kolben einen Hub von 70,5 mm bei einem Verdichtungsverhältnis von 10,7:1. Das Motorrad beschleunigt in 3,9 Sekunden von 0 auf 100 km/h und erreicht eine Höchstgeschwindigkeit von 196 km/h. Das Motorrad verfügt serienmäßig über ein Antiblockiersystem und einen geregelten Drei-Wege-Katalysator. Das Fahrwerk ist dreiteilig aufgebaut und setzt sich aus Vorder- und Hinterrahmen sowie einer mittragenden Motor-Getriebe-Einheit zusammen. Die Radaufhängung wurde vorne durch eine Telelever und hinten über eine Paralever-Schwinge realisiert. Der Kraftstofftank fasst 25,2 Liter, davon sind 6 Liter Reserve. Der durchschnittliche Kraftstoffverbrauch beträgt 4,7 Liter auf 100 km bei einer Geschwindigkeit von 90 km/h bzw. 5,6 Liter bei 120 km/h. Der Hersteller empfiehlt die Verwendung von Ottokraftstoff mit einer Klopffestigkeit von mindestens 95 Oktan. Die Bereifung hat vorn die Maße 120/70 ZR 17 und hinten 160/60 ZR 18. Das Motorrad wiegt fahrbereit 285 kg und hat eine maximale Zuladung von 205 kg.
Mit dem Modelljahr 2001 wurde die R 1100 RT durch die R 1150 RT abgelöst.
Vollverkleidete Touren-Motorräder mit vergleichbarer Ausstattung und Motor-Charakteristik sind die Honda ST 1100 Pan European, die Honda Gold Wing und die Triumph Trophy 1200.

## Kritiken
„Trotz des hohen Gewichtes von 285 Kilogramm ist die RT ein überraschend agiles, leicht zu handhabendes Motorrad. In Verbindung mit dem sicheren, perfekt federnden und dämpfenden Fahrwerk stellt sich ohne lange Eingewöhnungszeit auf Straßen und Sträßchen aller Kategorien sehr schnell Fahrspaß ein: Trotz ihrer mächtigen Erscheinung ist die RT richtiggehend kurvengierig.“

„Obwohl die R 1100 RT mit ihren knapp sechs Zentnern das Schwergewicht der mittlerweile fünfköpfigen neuen Boxerriege ist, gibt sie sich auch in der Stadt weder schwerfällig noch ungelenk. Trotz seiner üppigen Masse läßt sich das Dickschiff so forsch ins Eck knicken, so extrem schnell und hart einlenken wie eine leichte Straßenmaschine.“

„Der Boxer dreht zäh hoch und nervt mit Konstantfahrruckeln sowie feinen Vibrationen in den Lenkerenden. Das Getriebe ist lästig zu schalten, immer wieder schleichen sich Zwischengänge ein.“

Ebenfalls ein großes Manko, ist der permanente Stromverbrauch im Stillstand, bei ausgeschalteter Zündung. Dies geschieht durch die Fahrzeugelektronik und durch das Antiblockiersystem. Abhilfe schafft hier nur ein Batteriehaupt- bzw. Trennschalter, oder aber ein dauerhafter Anschluss an ein geeignetes Ladegerät.